# 海倫斯堡
海倫斯堡（英語：Helensburgh) 是位於蘇格蘭阿蓋爾-比特的一個鎮，處於克莱德灣北部、蓋爾湖（Gareloch）東岸。
海倫斯堡是由詹姆斯·柯寬恩（James Colquhoun）在1776年建立的以旅遊休閒為目的的溫泉鎮，位於15世紀初建立的阿登坎普爾城堡（Ardencaple Castle）附近。其佈局仿照愛丁堡新城，並以其妻子海倫（Helen）之名命名。

## 友好城市
- 法國 图阿尔[3]

## 外部連結
- Helensburgh Heritage Trust （页面存档备份，存于）
- Helensburgh Online - Directory （页面存档备份，存于）
- Helensburgh info
- Helensburgh picture gallery
- Helensburgh Advertiser （页面存档备份，存于）
- Helensburgh Heroes （页面存档备份，存于）
- The Helensburgh and Lomond Fiddlers